# Kurt Tucholsky
Kurt Tucholsky (Berlin, 9. siječnja 1890. - Hindås kod Göteborga, 21. prosinca 1935.), njemački književnik.
Radio je kao novinar u Parizu i Berlinu. Kao socijalist i pacifist, on se stilom koji odlikuju ironija i sarkazam razračunavao s militarizmom, nacionalizmom, kapitalističkim iskorištavanjem i sa svime što je kulminiralo u pojavi hitlerizma, protiv kojega se borio od početka. Bio je jedan od najznačajnijih publicista u Weimarskoj Republici. 
Svoje polemičke reportaže i eseje objavljivao je pod različitim pseudonimima (Peter Panter, Theobald Tiger, Kaspar Hauser, Ignaz Wrobel i dr.) za kazališni časopis Die Weltbühne. Kao ogorčeni protivnik nacizma 1933. godine gubi njemačko državljanstvo, odlazi u Švedsku, gdje je živio u siromaštvu a tamo je počinio i samoubojstvo. Pisao je romane, članke o kazalištu, književnosti i politici. Bio je prijatelj s Carl von Ossietzkym dobitnikom Nobelove nagrade za mir 1936., a u svom dnevniku je opisao i susret s Franz Kafkom i Maxom Brodom.
Djela:
- "Rheinsberg",
- "S pet konjskih snaga",
- "Osmijeh Mona Lise",
- "Nauči se smijati a da ne plačeš",
- "Deutschland, Deutschland über alles".